# Stereoderma unisemita
Stereoderma unisemita is een zeekomkommer uit de familie Cucumariidae.
De wetenschappelijke naam van de soort werd in 1851 gepubliceerd door William Stimpson.